# القيود المفروضة لدخول المسجد الأقصى

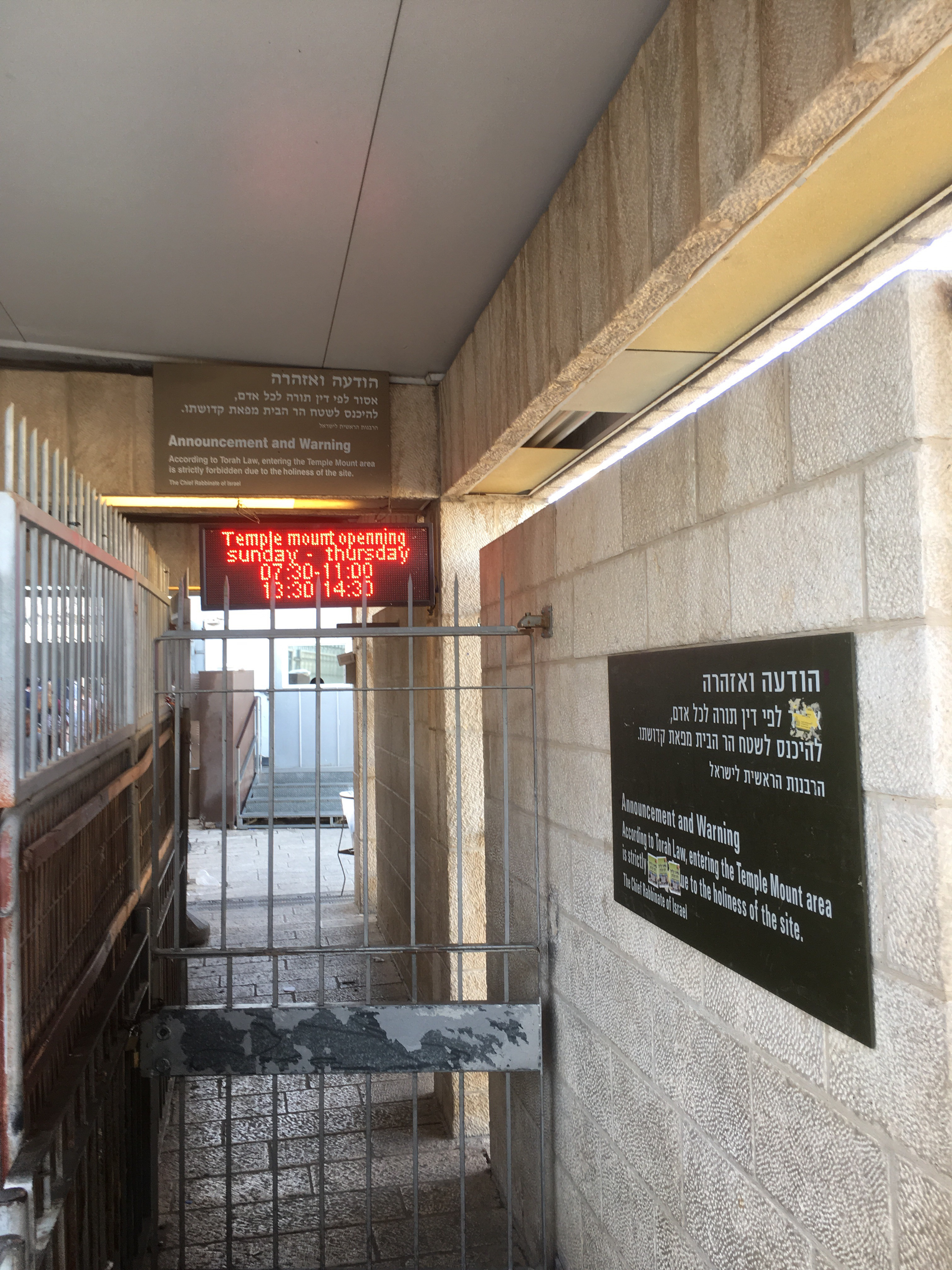
تعليمات الدخول للسياح، حيث تبين مواعيد الفتح والتحذيرات الحاخامية.

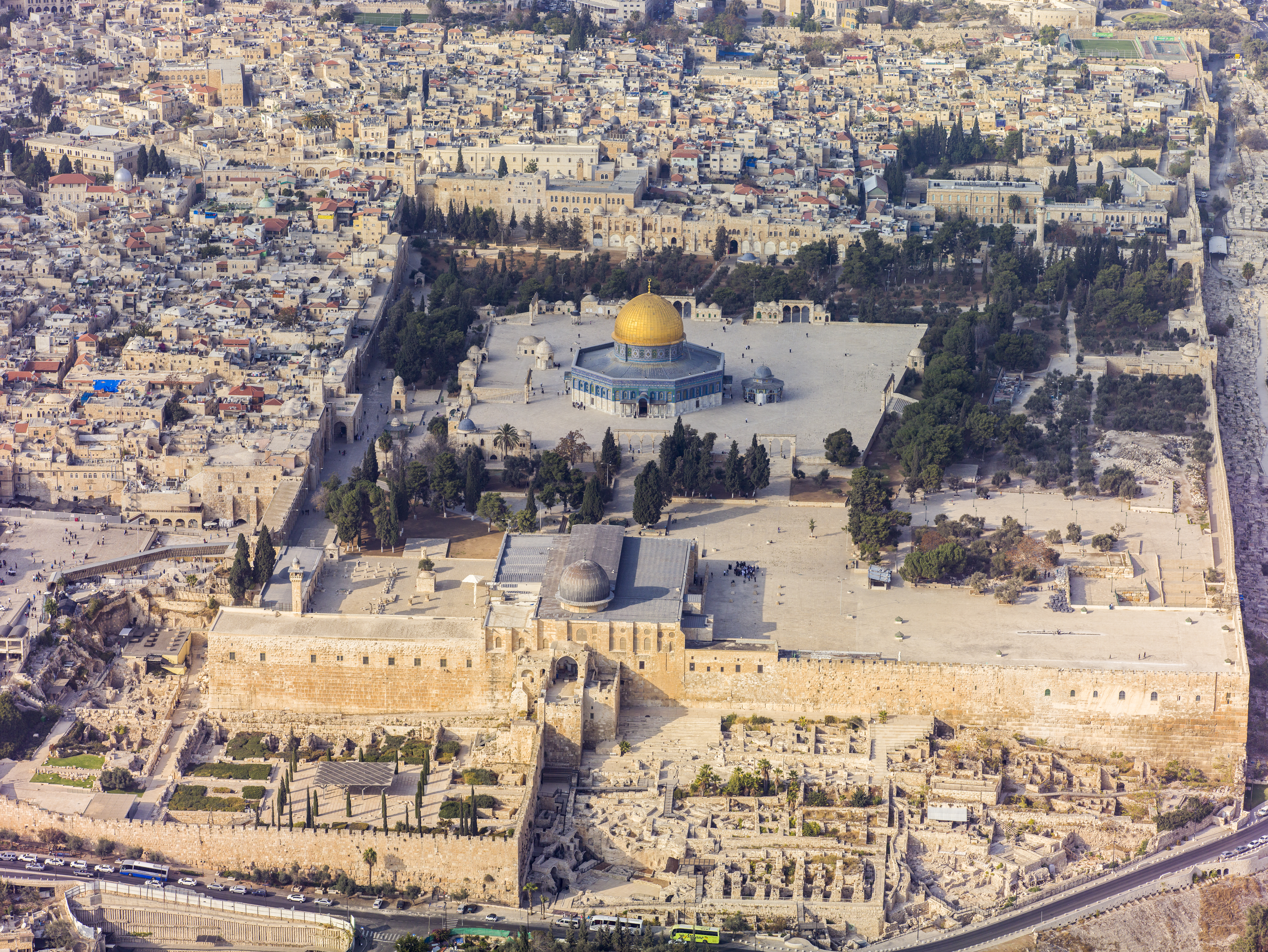
منظرالحرم القدسي الشريف من الجهة الجنوبية.

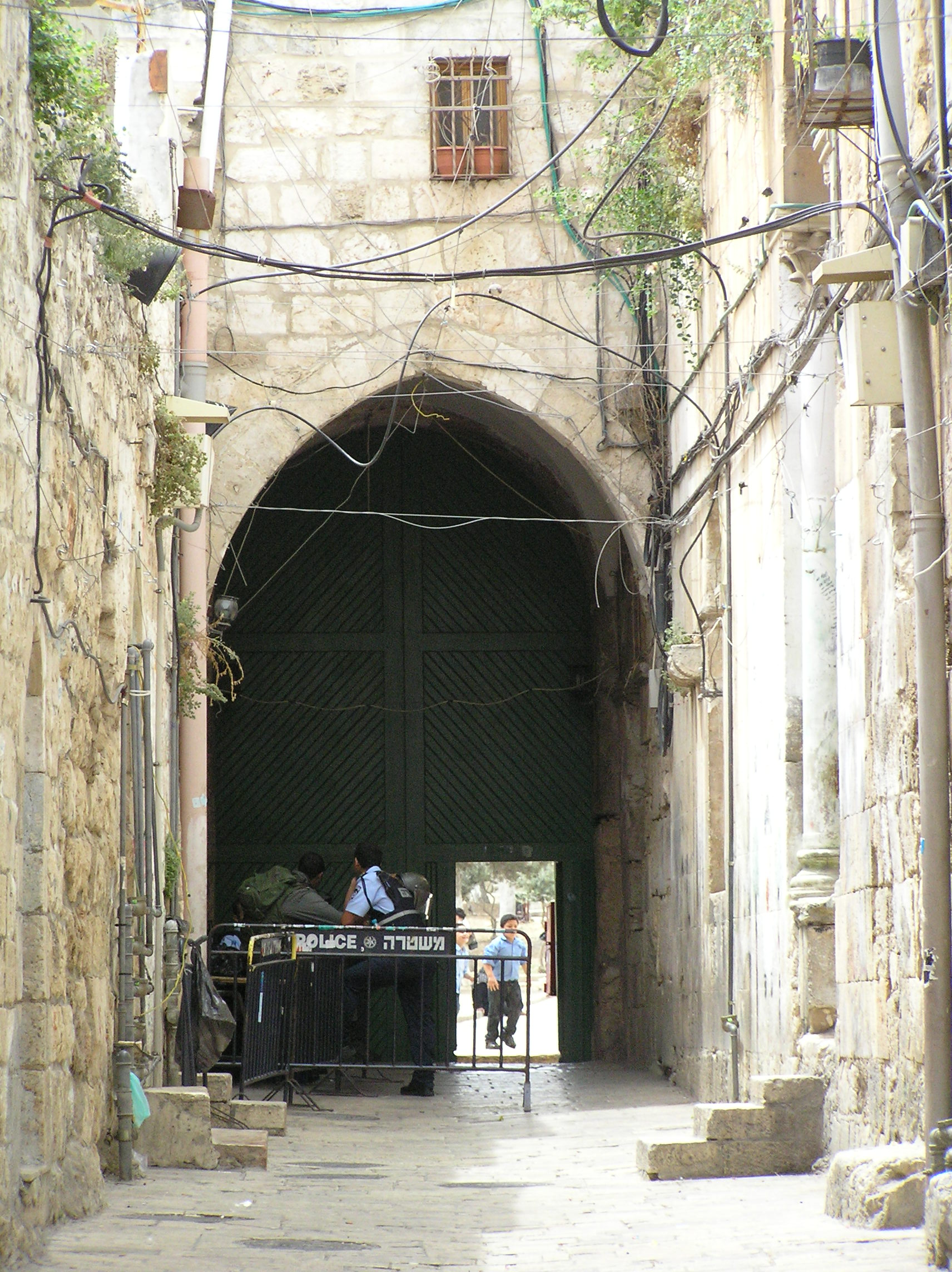
الشرطة الإسرائيلية تحرس مدخل الحرم القدسي الشريف.

تعليمات دخول الحرم القدسي الشريف هي تعليمات تفرض لدخول الحرم الشريف في القدس، وهو مكان مقدس للمسلمين والمسيحيين. في حين أنه قد اعترف رسمياً بأن الحكومة الأردنية هي من تتولى مسؤولية إدارة المكان من خلال الوقف في عمان، إلا أن الحكومة الإسرائيلية تفرض تعليمات وشروط لدخول الحرم القدسي لأسباب سياسية وأمنية. وبالإضافة إلى ذلك فإن قانون الدين اليهودي / هالاخاه يفرض قيوداً على دخول جبل الهيكل

## القيود المفروضة أثناء الإمبراطورية العثمانية
لعدة قرون، كان هناك حظر مطلق على غير المسلمين لدخول الحرم الشريف/جبل الهيكل. كان الوضع خاليا من التوترات نسبيا حيث أن اليهود رضخوا لممارسة السلطة الإسلامية سلطتها على الموقع. في عام 1839، سمح لغير المسلمين بدخول جبل الهيكل عقب إصلاحات التنظيمات في التأسيس والتشريعات العثمانية، ولكن من أجل القيام بذلك كان عليهم الحصول على تصريح خاص من المحافظ. حمل المسلمون عبر الحرم اليهود الذين تمكنوا من الحصول على إذن لزيارة جبل الهيكل في ذلك الوقت، مثل موسى مونتيفيوري وبارون روتشيلد، حتى لا يخلوا بالحظر الحخامي لليهود الذي يمنعهم من الوقوف على أرض هذة المنطقة المقدسة .

## تحت الإنتداب البريطاني والحكم الأردني
لم تعط المادة 13 من ميثاق الانتداب الممنوحة لبريطانيا من عصبة الأمم الحق لمجلس إدارتها إما أن يتدخل في شئون جبل الهيكل أو في إدارة الأماكن الإسلامية المقدسة البحتة. كانت طلبات اليهود المتعلقة بالسماح لهم بالذهاب إلى أماكنهم المقدسة خلال فترة الحكم البريطاني في فلسطين تركز على ذهابهم إلى الحائط الغربي، وليس إلى «جبل الهيكل»، الذي كان، في أي حال، منطقة محظورة على اليهود وفقا لتعاليمهم اليهودية بمنع دخولهم إياه. كان الصراع بين المسلمين واليهود يتركز على رغبة اليهود في ضمان وجود إمكانية دخول منظمة للجدار من الجانب الغربي للجبل. في وقت مبكر من عام 1920، ذكر الحاخام أفراهام يتسحاق كوك إنه حتى وإن كان الجبل تحت سيطرة أيدي أخرى، فإنه سوف يكون في نهاية المطاف في حيازة اليهود وهذا الإعلان قد فسره المفتي أمين الحسيني من قبل كدليل على وجود مؤامرة سياسية لانتزاع السيطرة على الحرم نفسه. في الفترة التي تلت ذلك، أصبح جبل الهيكل بمثابة «دولة داخل دولة» والتي لا تستطيع السلطات البريطانية دخولها حتى عندما أصبحت مركز الثورة العربية، وحتى فر المفتي من المكان. نظم أمر الملك في المجلس الصادر عن السلطات الحكومية للاانتداب البريطاني على فلسطين في عام 1934 الوضع القانوني لهذا المكان المقدس من خلال التأكيد على الوضع الديني الراهن بشأن السيادة منذ العصر العثماني.
في نهاية الحرب العربية–الإسرائيلية عام 1948، كان الحرم الشريف/جبل الهيكل تحت سيطرة الفيلق الأردني. منذ ذلك الوقت وحتى استولت إسرائيل على الموقع عام 1967 خلال حرب الأيام الستة، فإن المسلمين الإسرائيليين لم يتمكنوا من دخول القدس الشرقية والوصول إلى الحرم الشريف وهذا ما كانت تفرضه الحكومة الإسرائيلية في بعض الأحيان.

## منذ عام 1967 إلى الحاضر
عقب الإستيلاء الإسرائيلي على المدينة القديمة في عام 1967، جاءت موجة مواتية من مشاعر عاطفية معربة عن الإحباط المقمع الذي دام طويلاً بسبب كل الأوضاع المهينة المفروضة على إقامة الطقوس الدينية والتعبد في المكان الذي يوجد فية بقايا المعبد والذي كان يحل محلة الحائط الغربي فيما سبق. ووفقاً لميرون بينفييستي، أظهر البعض بشكل جلي الرغبة في الانتقام.
صفت جميع الحسابات على الفور بهدم الربع الخاص بالمسلمين المجاور لجبل الهيكل بأكمله.
وبعد ذلك اتخذت الحكومة الإسرائيلية عدة تدابير تتعلق بجبل الهيكل تهدف إلى طمأنة العالم بأن ليس لديها أي نية لطرح هذه المسألة -أي مسألة سيادة جبل الهيكل- حتى تناقش هذه المسألة في مفاوضات الوضع النهائي. ومن بين هذه التدابير كان هناك توجيهات تحظر رفع الأعلام الإسرائيلية في هذا المكان المقدس، وقرار يحول دون تطبيق عدد من القوانين الإسرائيلية الخاصة بالحرم الشريف، بما في ذلك القوانين التي تحكم الأماكن المقدسة، والتنازل عن السلطة الإدارية للوقف الاسلامي.

وصف عوزي ناركيس الترتيبات المتخذة في ذلك الوقت كما يلي:
حالياً، هناك أحد عشرة باباً مفتوحاً لعامة المسلمين. ويسمح لغير المسلمين الدخول من باب المغاربة فقط.

## قيود الهالاخاه

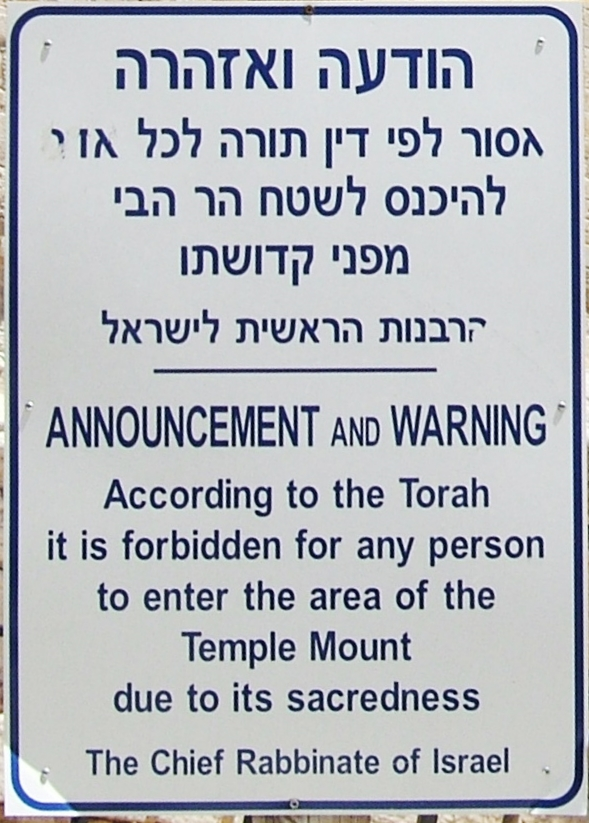
هذة لافتة موضوعة بالنيابة عن رئيس حاخام إسرائيل، موضحا قانون حظر دخول جبل الهيكل المذكور في الهالاخاه مع بعض الغموض الذي يلتف حول سؤال: ما إذا كان من المفترض أن يلتزم الوثنيون بهذه القاعدة أيضا؟!

بعد أن استولت إسرائيل على الجبل عام 1967، أعلن رئيس حاخام إسرائيل أن دخول «جبل الهيكل» ممنوعاً لليهود، وفقاً لحظر الهالاخاه لأنه ضد قانون الطهارة (وفقاً لهذا القانون، فإن النجاسة تحدث عن طريق الاتصال بالموتى في المقابر.... الخ). ومن ثم، أكد قانون الحظر القديم أن اليهود ممنوعون من دخول منطقة قدس الأقداس، ولكن هذا الحظر لا ينطبق على الكهنة ذي المناصب المرتفعة، مع الأخذ في الاعتبار أيضاً أنه طالما لا زال الموقع الدقيق للهيكل الثاني غير معروف بعد، فأي يهودي يمشى على أرض هذا المكان سيكون عرضة بأن يخطو دون قصد فوق قدس الأقداس.
وفقاً لبن ميمون، يجب أن يظهر الجميع نفس الاحترام للهيكل الذي أمر به قبل تدميره. وأضاف أنه «لا يجوز لأحد الدخول إليه إلا في الأماكن المحددة التي يسمح بالدخول إليها.» هناك جدال مستمر بشأن الهالاخاه يدور حول ما إذا كان دخول جبل الهيكل أمراً جائزاً أم ممنوعاً. على جانب، يخاف يهود الحريديم الذين يحظرون دخول جميع الأشخاص في جميع مناطق الجبل من أن يدخل زائر مكان المعبد. على جانب أخر، واستناداً بالهالاخاه ذاتها، فإن هناك بعض الأشخاص الذين لا يعتقدون بأن هناك أي مخالفات أو أسباب تمنع اليهود من دخول جبل الهيكل طالما يراعون قوانين الطهارة المذكورة في الهالاخاه وطالما يذهبون إلى مناطق معينة فقط من الجبل. بالإضافة إلى ذلك، فإن هناك آخرين (أساساً من الصهيونيين المتدينيين) يؤمنون أن زيارة الموقع لإقامة شعائر الميتزفة، أي الصلاة، يجب أن تعتبر واجباً دينياً.

## سياسة تقييد إسرائيلية
تمنع الصلاة اليهودية تماما في جبل المعبد. ويجوز لليهود الدخول لزيارة المكان فقط وفي أوقات محدده فقط. أما المسلمون، فيسمح لهم بالصلاة بحرية في جبل المعبد ولكن يجوز للمسيحين واليهود زيارة المكان بصفتهم سياحاً، فهم ممنوعون من الغناء أو الصلاة أو إقامة أي نوع من أنواع العروض الدينية. في أوقات التوتر السياسي والخوف من أعمال الشغب يوم الجمعة وفي بعض الأيام اليهودية أو الإسلامية المقدسة يكون دخول الحرم مقصوراً على الرجال المسلمين فوق عمر معين، والذي يختلف وفقاً للقرارات التي يتخذها مسؤولو الأمن. هذه القيود لا تفرض على المرأة المسلمة، حيث يمكنها الدخول بغض النظر عن عمرها.